# Orion (bespilotna letjelica)
Orion je obitelj ruskih bespilotnih letjelica koje je razvila Grupa Kronštadt. Postoji nekoliko inačica drona, kako za rusko tržište tako i za izvoz.

## Razvoj
Kronštadt je započeo razvoj Oriona 2011. godine kao dio programa Inohodec koji financira rusko ministarstvo obrane. U razdoblju od 2013. do 2015.[kada?] tvrtka je otkrila prvi izgled Oriona. U svibnju 2016. godine RIA Novosti izvijestile su da su započeli probni letovi drona.
Dana 24. kolovoza 2021. objavljeno je da su rusko ministarstvo obrane i Kronštadt potpisali ugovor o nabavi 5 borbenih skupina nadograđene verzije Oriona, Inohodec-RU (također poznatog kao Sirius). Svaka skupina imat će nekoliko dronova, a isporuka je predviđena za 2023.
Velika rusko-bjeloruska vježba Zapad u rujnu 2021. uključivala je bespilotne letjelice Orion.

## Inačice
Orion (Inohodec)Izvorna verzija. Može nositi četiri navođene bombe ili četiri projektila i ima maksimalnu nosivost od 200 kg.
Orion-EIzvozna verzija Oriona. Potpisani su izvozni ugovori za izviđačku inačicu drona.
Orion-2 (Helios)Također poznat kao Helios, Orion-2 je veća inačica izvornog Oriona, s većom nosivošću, klasificiran kao bespilotna letjelica za duge letove i velike visine (HALE), a ne kao bespilotna letjelica za duge letove i srednje visine (MALE). Mase je 5 tona s rasponom krila od 30 metara. Namijenjen je za autonomno djelovanje do 30 sati, na visinama iznad 10.000 metara. Maketa u punom razmjeru predstavljena je 27. kolovoza 2020. u pilot-postrojenju u Kronštadt. Prvi let planiran je za 2023. Postoji i izvozna verzija Oriona-2.
Inohodec-RU (Sirius)Također poznat kao Sirius, Inohodec-RU je nadograđena varijanta Oriona s većim i drugačijim dizajnom, a ključna razlika su dvostruki motori. Sirius je srednjevisinska jurišna letjelica za duge letove, s rasponom krila od 30 m, duljinom od 9 m i visinom od 3,3 m, maksimalnim borbenim opterećenjem od 450 kg, brzinom krstarenja od 295 km/h, maksimalnom visinom od 12 000 m, i izdržljivosti od 40 sati. Maketa bespilotne letjelice od 5 tona u punoj veličini predstavljena je na Međunarodnoj zračnoj i svemirskoj izložbi MAKS-2019 održanoj u međunarodnoj zračnoj luci Zhukovsky u blizini Moskve u Rusiji. Prvi se let očekuje 2022. godine, a u službu će ući 2023. Inohodec-RU je testiran zajedno s pilotiranim zrakoplovom u kolovozu 2022.

## Specifikacije (Orion-E)
- Najveća masa pri polijetanju: 1000 kg
- Nosivost: 200 kg

### Performanse
- Najveća brzina: 200 km/h
- Brzina krstarenja: 120 km/h
- Dolet: 250 km
- Izdržljivost: 24 sata (pri nosivosti od 60 kg)
- Gornja granica leta: 8000 m

### Naoružanje
- Rakete: Laserski vođena protutenkovska raketa Vihr-1V[18]